# Берестнев, Владимир Фёдорович
Влади́мир Фёдорович Бе́рестнев (29 июня 1901, Сычёвка, ныне Смоленская область — 1977, Москва) — советский философ, специалист по социальной философии и эстетике. Профессор (1935), доктор философских наук (1954).

## Биография
Участник Гражданской войны.
В 1920—1929 годах — политрук в Красной армии. Участник Великой Отечественной войны в народном ополчении.
С 1924 года учился на факультете общественных наук Высшей военно-педагогической школы, а затем в Институте красной профессуры философии и естествознания, который окончил в 1934 году.
Преподавал в МИФЛИ. Работал зам. директора Института Красной профессуры, зам. директора Института философии Академии наук (1939—1959 гг., с перерывами). С 1935 года был руководителем и одним из создателей сектора эстетики Института философии АН СССР.
С марта по ноябрь 1949 года — декан философского факультета МГУ. По болезни был освобожден от поста декана факультета, после выздоровления возвратился на работу в Институт философии, оттуда вынужден был перейти на работу в МГПИ им. В. И. Ленина на кафедру философии, что болезненно переживал.
Докторская диссертация «О советской социалистической культуре» (М., 1954).
Во второй половине 1930-х годов разработал программу по диалектическому материализму для вузов. Являлся одним из авторов книги «Основы марксистско- ленинской философии» (М., 1959), был одним из авторов учебного пособия «Обществоведение» (М., 1971) для средней школы.

## Награды
- орден «Знак Почёта» (27.03.1954)